# Dynstäppblomfluga
Dynstäppblomfluga (Paragus constrictus) är en tvåvingeart som beskrevs av Simic 1986. Dynstäppblomfluga ingår i släktet stäppblomflugor, och familjen blomflugor. Enligt den svenska rödlistan är arten sårbar i Sverige. Arten förekommer i Götaland. Artens livsmiljö är jordbrukslandskap. Inga underarter finns listade i Catalogue of Life.